# Министерство по делам ветеранов Канады
Министерство по делам ветеранов Канады — министерство, ответственное за пенсии, льготы и услуги для ветеранов войны, пенсионеров из канадских вооруженных сил и Королевской канадской конной полиции, их семей, а также некоторых гражданских лиц.

## Текущая структура
- Министр по делам ветеранов
  - Заместитель министра
    - Старший помощник заместителя министра по политике, программам и партнерству
      - Помощник заместителя министра, корпоративные услуги
      - Помощник заместителя министра, предоставление услуг и празднований